# Франц фон Паула Ґруйтуйзен
Франц фон Паула Груйтуйзен (19 березня 1774 — 21 червня 1852) — німецький астроном, один з піонерів дослідження Місяця. Вперше помітив і замалював нестаціонарний об'єкт на Місяці — так зване Місто Груйтуйзена.
На честь Груйтуйзена названо кратер на Місяці — Кратер Груйтуйзена.

## Праці
- Ueber die Existenz der Empfindung in den Köpfen und Rümpfen der Geköpften und von der Art, sich darüber zu belehren (Augsburg 1808)
- Anthropologie (Münch. 1810)
- Organozoonomie (das. 1811)
- Über die Natur der Kometen (das. 1811)
- Beiträge zur Physiognosie und Eautognosie (das. 1812)
- Über die Ursachen der Erdbeben (Nürnb. 1825)
- Analekten für Erd- u. Himmelskunde (Münch. 1828-36)
- Der Mond und seine Natur (das. 1844)